# 리사 보일
리사 보일(Lisa Boyle, 1964년 8월 6일 ~ )는 미국의 배우, 모델, 영화배우, 사진가이다.
시카고에서 태어났다.

## 영화
- 블랙 스콜피온 (2001년)
- 럭키 넘버 (2000년)
- 라스트 마샬 (1999년)
- 쉬어 패션 (1998년)
- 페이스 오프 (1997년)
- 로스트 하이웨이 (1997년)
- 너티 프로페서 (1996년)
- 깊숙한 유혹 (1996년)
- 크리미널 허트 (1995년)
- 플레이 게임 (1995년)
- 에이리언 터미네이터 (1995년)
- 엘키스 러버 (1995년)
- 쇼걸 (1995년)
- 나쁜 녀석들 (1995년)
- 컨실 웨폰 (1994년)
- 미드나잇 티즈 (1994년) - 사만다 역
- 스타퀘스트 (1994년)
- SOS 해상 구조대 (1989년)
- 못말리는 번디 가족 (1987년)